# Gomul Catena
La Gomul Catena è una catena di crateri, una struttura geologica della superficie di Callisto, sulla luna di Giove. Essa si trova nella parte settentrionale della struttura ad anelli multipli del Valhalla. I crateri nella catena sembrano che si siano formati da est a ovest. Si presume che tali caratteristiche abbiano origine come crateri secondari o a causa della frammentazione del dispositivo d'urto. La Gomul Catena prende il nome da un fiume norreno denominato Gomul.